# Bahnstrecke Glanerbrug–Losser
|  | Dieser Artikel wurde aufgrund von akuten inhaltlichen oder formalen Mängeln auf der Qualitätssicherungsseite des Portals Bahn eingetragen. Bitte hilf mit, die Mängel dieses Artikels zu beseitigen, und beteilige dich bitte an der Diskussion. Artikel, die nicht signifikant verbessert werden, können gelöscht werden. |

| Linienverlauf |                      |                            |                            |
| Streckenlänge: | 4,9 km               |                            |                            |
| Spurweite: | 1435 mm (Normalspur) |                            |                            |
| |                      |                            |                            |
| \| \| \| von Zutphen/Enschede \| \| \| \| \| \| \| \| \| 0,0 \| Glanerbrug \| Glanerbrug \| \| \| \| nach Gronau \| \| \| \| \| \| \| \| \| 3,0 \| Glane \| Glane \| \| \| \| von Gronau \| \| \| \| \| Essenhuis \| \| \| \| \| Anst Textilfabrik Van Heek \| \| \| \| 4,9 \| Losser \| Losser \| \| \| \| nach Oldenzaal \| \| |                      |                            |                            |
| Strecke |                      | von Zutphen/Enschede       | von Zutphen/Enschede       |
| Strecke von links · U-Bahn-Abzweig mit Eisenbahn ehemals geradeaus und nach rechts |                      |                            |                            |
| Bahnhof · U-Bahn-Bahnhof (Strecke außer Betrieb) | 0,0                  | Glanerbrug                 | Glanerbrug                 |
| Strecke nach rechts · U-Bahn-Strecke (außer Betrieb) |                      | nach Gronau                | nach Gronau                |
| U-Bahn-Verschwenkung von links (Strecke außer Betrieb) |                      |                            |                            |
| U-Bahn-Haltepunkt / Haltestelle (Strecke außer Betrieb) | 3,0                  | Glane                      | Glane                      |
| U-Bahn-Abzweig geradeaus und von rechts (Strecke außer Betrieb) |                      | von Gronau                 | von Gronau                 |
| U-Bahn-Haltepunkt / Haltestelle (Strecke außer Betrieb) |                      | Essenhuis                  | Essenhuis                  |
| U-Bahn-Blockstelle (Strecke außer Betrieb) |                      | Anst Textilfabrik Van Heek | Anst Textilfabrik Van Heek |
| U-Bahn-Bahnhof (Strecke außer Betrieb) | 4,9                  | Losser                     | Losser                     |
| U-Bahn-Strecke (außer Betrieb) |                      | nach Oldenzaal             | nach Oldenzaal             |

Die Bahnstrecke Glanerbrug–Losser war eine Bahnstrecke des Güterverkehrs sowie des Personenverkehrs in den Niederlanden.

## Geschichte
Die Bahnstrecke Glanerbrug–Losser war 4,9 Kilometer lang und verlief vom Bahnhof Glanerbrug nach Losser. Sie wurde 1949 eröffnet und durch die Nederlandse Spoorwegen betrieben, sie war in deren Eigentum.
Vor dem Zweiten Weltkrieg war Losser über die Straßenbahnstrecke Oldenzaal–Gronau von Oldenzaal und Gronau aus erreichbar. Es handelte sich um eine Bahnstrecke des Güter- sowie des Personenverkehrs, wobei letzterer sich auf einige wenige Fahrten pro Tag während des Berufsverkehrs beschränkte, welche überwiegend von Pendlern der Textilfabrik genutzt wurden. Diese Bahnstrecke war während des Zweiten Weltkrieges von den deutschen Besatzern stillgelegt worden. Es gab Pläne, die Bahnstrecke zu reaktivieren, welche jedoch nicht umgesetzt wurden.
1948 begannen die Arbeiten zum Bau einer Strecke von Glanerbrug nach Glane und von dort über die alte Strecke zum Bahnhof Losser. Zunächst erhielt die Textilfabrik Van Heek in Losser am 20. Juli 1949 wieder einen Anschluss an das Eisenbahnnetz. Am 3. September desselben Jahres wurde der Rest bis zum Bahnhof Losser in Betrieb genommen und am 2. Oktober eingeweiht.
Die Strecke wurde am 28. Mai 1972 außer Betrieb genommen und im Winter 1974/75 abgebrochen.
Glanerbrug wird heute von Zügen der Deutschen Bahn über die Bahnstrecke Münster–Enschede angefahren.